# Constand Viljoen
Constand Viljoen, född 28 oktober 1933 i Standerton, Transvaal (i nuvarande Mpumalanga), död 3 april 2020 i Ohrigstad i Limpopo-provinsen, var en sydafrikansk militär och politiker, ledare för Frihetsfronten (FF) från 1994 till 2001, då han efterträddes av Pieter Mulder. 
Viljoen anslöt sig till den sydafrikanska försvarsmakten 1956 och deltog i kriget i Angola, där han planerade flyganfallet mot Kassinga 1977. Han var under en övergångsperiod grundare och ledande gestalt för boernationalistiska Volksfront, som 1994 genomförde en militär intervention i bantustanen Bophuthatswana i ett försök att rädda dess diktatoriske president Lucas Mangope inför de förestående demokratiska valen. Han uttryckte före och efter incidenten stöd för allmän rösträtt (bland annat med den bevingade frasen As hulle kan veg vir Suid-Afrika, kan hulle stem vir Suid-Afrika! - "Kan de slåss för Sydafrika så kan de rösta för Sydafrika!") och betraktades som en moderat och respektfull företrädare inom den militära boernationalismen. Inför de första allmänna valen grundade han Frihetsfronten - Vryheidsfront - som demokratiskt kamporgan. Partiet blev med nio mandat det största oppositionspartiet (de stora minoritetspartierna Inkatha och Nationalistpartiet valde att delta i Mandelas enhetsregering). Vid Nelson Mandelas pension 1999 höll han ett lovtal avslutat med några fraser på xhosa lydande: "Gå, och vila i frid. Gå och vila i skuggan av ett träd nära ditt hem." 
Viljoen lämnade parlamentet och ledarskapet för FF 2001. År 2008 blev han uppmärksammad när han våldsamt avvärjde ett anfall av två yngre rånare, som omedelbart arresterades av polis.